# ラフ集合
ラフ集合（ラフしゅうごう、Rough sets）とは上近似集合と下近似集合からなる集合で、非数値の対象を粗く（ラフに）記述することができるものである。これを用いることによって、他のデータマイニング手法からは得られにくい、非数値であったり矛盾のあるようなデータからの知識獲得が可能である。Rough sets theory（ラフ集合理論）の頭文字をとって RST や、Rough sets approach（ラフ集合アプローチ）の頭文字をとって RSA とも呼ばれる。
応用として、対象集合をファジィ集合に拡張したファジィ-ラフ集合理論 (Fuzzy-Rough sets theory) というものがある。

## 歴史
1982年にポーランドの Zdzisław Pawlak が提唱した。